# Braillans
Braillans ist eine französische Gemeinde mit 205 Einwohnern (Stand: 1. Januar 2022) im Département Doubs in der Region Bourgogne-Franche-Comté. Sie gehört zum Arrondissement Besançon und ist Mitglied im Gemeindeverband Grand Besançon Métropole. Die Bewohner werden Braillannais und Braillannaises genannt.

## Geographie
Braillans liegt auf 350 m, etwa zehn Kilometer nordöstlich der Stadt Besançon (Luftlinie). Das Dorf erstreckt sich in der gewellten Landschaft zwischen den Flusstälern von Doubs und Ognon, in einer Senke im Waldgebiet der Forêt de Chailluz, zwischen den Höhenzügen von Bois de Sassy im Süden und Grande Côte (mit dem Fort de la Dame Blanche) im Norden.
Die Fläche des 1,95 km² großen Gemeindegebiets umfasst einen Abschnitt in den äußersten nordwestlichen Höhenzügen des Juras. Der Hauptteil des Gebietes wird von einer Senke in der Forêt de Chailluz eingenommen, in der sich die Rodungsinsel von Braillans befindet. Nach Norden erstreckt sich das Gemeindeareal den bewaldeten Hang der Grande Côte hinauf. Hier wird mit 450 m die höchste Erhebung von Braillans erreicht. Dieser Höhenzug bildet in geologisch-tektonischer Hinsicht eine Antiklinale und ist gemäß der Streichrichtung des Juras in Richtung Südwest-Nordost orientiert.
Nachbargemeinden von Braillans sind Vieilley im Norden, Marchaux-Chaudefontaine im Osten, Thise im Süden sowie Besançon im Westen.

## Bevölkerung
| Jahr                       | 1962 | 1968 | 1975 | 1982 | 1990 | 1999 | 2016 |
| Einwohner                  | 47   | 36   | 56   | 68   | 88   | 100  | 198  |
| Quellen: Cassini und INSEE |      |      |      |      |      |      |      |

Mit 205 Einwohnern (Stand 1. Januar 2022) gehört Braillans zu den kleinsten Gemeinden im Départements Doubs. Nachdem die Einwohnerzahl in der ersten Hälfte des 20. Jahrhunderts stets im Bereich zwischen 23 und 67 Personen gelegen hatte, wurde seit Beginn der 1970er Jahre ein deutliches Bevölkerungswachstum verzeichnet.

## Wirtschaft und Infrastruktur
Braillans war bis weit ins 20. Jahrhundert hinein ein vorwiegend durch die Landwirtschaft (Ackerbau, Obstbau und Viehzucht) und die Forstwirtschaft geprägtes Dorf. Daneben gibt es heute einige Betriebe des lokalen Kleingewerbes (Tiefbau, Malergeschäft). Mittlerweile hat sich das Dorf auch zu einer Wohngemeinde gewandelt. Viele Erwerbstätige sind deshalb Wegpendler, die in der Agglomeration Besançon ihrer Arbeit nachgehen.
Die Ortschaft ist verkehrstechnisch gut erschlossen. Sie liegt an der Departementsstraße, die von Besançon nach Rougemont führt. Der nächste Anschluss an die Autobahn A36, die das Gemeindegebiet durchquert, befindet sich in einer Entfernung von ungefähr sechs Kilometern.